# Càn Long Đại tạng kinh
Càn Long Đại tạng kinh, còn được gọi là Càn Long tạng, Long tạng, Thanh tạng, là phiên bản Đại tạng kinh chính thức của nhà Thanh. Đây là một trong hai phiên bản Đại tạng kinh còn bảo tồn được toàn bộ số bản khắc gỗ (bản còn lại là Bát vạn Đại tạng kinh).
Công việc tổng tập Đại tạng kinh dưới triều nhà Thanh được bắt đầu vào năm Ung Chính thứ 11 (1733), với sự thành lập Tàng kinh quán tại Hiền Lương tự (Bắc Kinh), do Hòa thạc Trang Thân vương Dận Lộc, Hòa thạc Hòa Thân vương Hoằng Trú và Trụ trì Hiền Lương tự Siêu Thạnh cùng chủ trì. Việc khắc bản được bắt đầu từ năm Ung Chính thứ 13 (1735), hoàn thành vào năm Càn Long thứ 3 (1738), khắc được 79.036 mộc bản. Toàn bộ có 724 bộ sách, với 1.669 bộ kinh, luật, luận Phật giáo và các nội dung văn học khác, tập hợp trong 7.168 quyển.
Cấu trúc sắp xếp của Càn Long tạng gần đồng dạng với phiên bản Vĩnh Lạc Bắc tạng, cũng được chia thành Tam tạng, cùng các văn bản của các đại sư Tây thổ và Trung Hoa. Phần đầu gồm 485 bộ của Càn Long tạng hoàn toàn giống với Vĩnh Lạc Bắc tạng.  Phần còn lại 239 bộ được san định và bổ sung thêm các kinh sách thu thập được trong những năm Ung Chính và Càn Long. Có 100 bản đã được in và tặng cho các chùa trong và ngoài Bắc Kinh. Năm 1935, 22 bản nữa được in. Bản kinh gốc ban đầu được cất giữ trong Võ Anh điện (Tử Cấm Thành), về sau được chuyển đến Bách Lâm tự và được lưu giữ cho đến tận ngày nay.